# Marialiese Flemming
Marialiese Flemming (n. Marilies Flemming; n. 16 decembrie 1933, Wiener Neustadt, Austria Inferioară, Austria – d. 13 iulie 2023) a fost un om politic austriac.
Din 1973 ea a fost membră a parlamentului de land federal din Viena. În 1987 a devenit ministru federal pentru mediu, tineret și familie. Din 1996 până în 2004 a fost membru al Parlamentului European.